# Конвой RA 57
Конвой RA 57 (англ. Convoy RA 57) — арктичний конвой транспортних і допоміжних суден у кількості 30 одиниць, який у супроводженні союзних кораблів ескорту прямував від радянських портів до берегів Ісландії та Шотландії. Конвой вийшов 2 березня з Архангельська та 10 березня 1944 року прибув до Лох Ю, втративши при цьому одне судно, затоплене внаслідок атаки німецького підводного човна.

## Історія
Хоча конвой, що рушив у західному напряму, здійснив велику дугу на схід, німецька повітряна розвідка виявила його 4 березня 1944 року. Підводні човни U-278, U-288, U-472, U-673, U-703, U-739 і U-959 перебували в готовності до атак на судна конвою. В ніч з 4 на 5 березня німці провели перші атаки торпедами, але всі вони були невдалими. «Сордфіш» з ескортного авіаносця «Чейсер» настільки сильно пошкодив U-472, що його екіпаж потопив перед наближенням есмінця HMS Onslaught. 5 березня U-703 потопив вантажне судно Empire Tourist (7062 брт). Подальші атаки підводних човнів з 5 по 7 березня зазнали невдачі. Однак 5 березня палубний літак типу «Сордфіш» потопив U-366 та 6 березня — U-973. 10 березня конвой прибув до озера Лох Ю, Шотландія.

## Кораблі та судна конвою RA 57
Позначення

### Транспортні судна
| Назва                       | Прапор          | Тоннаж (GRT) | Прим.                                                                       |
| --------------------------- | --------------- | ------------ | --------------------------------------------------------------------------- |
| Abner Nash (1942)           | США             | 7 177        | судно типу «Ліберті»                                                        |
| Aert van der Neer (1942)    | Нідерланди      | 7 170        |                                                                             |
| Albert C. Ritchie (1943)    | США             | 7 177        | судно типу «Ліберті»                                                        |
| Bernard N Baker (1943)      | США             | 7 191        | судно типу «Ліберті»                                                        |
| Charles A McAllister (1943) | США             | 7 176        | судно типу «Ліберті»                                                        |
| Charles Scribner (1943)     | США             | 7 176        | судно типу «Ліберті»                                                        |
| Edward L Grant (1943)       | США             | 7 176        | судно типу «Ліберті»                                                        |
| Edwin L. Drake (1943)       | США             | 7 176        | судно типу «Ліберті»                                                        |
| Empire Bard (1942)          | Велика Британія | 3 114        | Докове судно-кран. Повернулося                                              |
| Empire Pickwick (1943)      | Велика Британія | 7 068        |                                                                             |
| Empire Ploughman (1943)     | Велика Британія | 7 049        |                                                                             |
| Empire Tourist (1943)       | Велика Британія | 7 062        | Судно віцекомодора конвою. 7 березня 1944 року потоплено німецьким ПЧ U-703 |
| Fort Crevecoeur (1943)      | Велика Британія | 7 191        | Судно комодора конвою                                                       |
| Fort Norfolk (1943)         | Велика Британія | 7 131        |                                                                             |
| Fort Slave (1942)           | Велика Британія | 7 134        |                                                                             |
| Henry Bacon (1942)          | США             | 7 177        | судно типу «Ліберті»                                                        |
| Henry Wynkoop (1942)        | США             | 7 176        | судно типу «Ліберті»                                                        |
| John H B Latrobe (1942)     | США             | 7 191        | судно типу «Ліберті»                                                        |
| John La Farge (1943)        | США             | 7 176        | судно типу «Ліберті»                                                        |
| Paul Hamilton Hayne (1942)  | США             | 7 177        | судно типу «Ліберті»                                                        |
| Philip Livingstone (1941)   | США             | 7 176        | судно типу «Ліберті»                                                        |
| Richard H Alvey (1942)      | США             | 7 191        | судно типу «Ліберті»                                                        |
| Robert Lowry (1943)         | США             | 7 176        | судно типу «Ліберті»                                                        |
| Samuel Macintyre (1943)     | США             | 7 176        | судно типу «Ліберті»                                                        |
| San Adolfo (1935)           | Велика Британія | 7 365        | танкер-заправник конвою                                                     |
| San Ambrosio (1935)         | Велика Британія | 7 410        | танкер-заправник конвою                                                     |
| San Cirilo (1937)           | Велика Британія | 8 012        |                                                                             |
| Thorstein Veblen (1943)     | США             | 7 176        | судно типу «Ліберті»                                                        |
| Willard Hall (1943)         | США             | 7 200        | судно типу «Ліберті»                                                        |
| William Tyler Page (1943)   | США             | 7 176        | судно типу «Ліберті»                                                        |
| Winfred L Smith (1943)      | США             | 7 191        | судно типу «Ліберті»                                                        |
| Woodbridge N Ferris (1943)  | США             | 7 200        | судно типу «Ліберті»                                                        |

### Кораблі ескорту
| Назва         | Прапор                                  | Тип корабля                                | Прим.                              |
| ------------- | --------------------------------------- | ------------------------------------------ | ---------------------------------- |
| «Бігль»       | Військово-морські сили Великої Британії | ескадрений міноносець типу «B»             | 2-9 березня                        |
| «Блек Прінс»  | Військово-морські сили Великої Британії | легкий крейсер типу «Дідо»                 | 2-7 березня; флагманський корабель |
| «Блюбелл»     | Військово-морські сили Великої Британії | корвет типу «Флавер»                       | 2-10 березня                       |
| «Боудісіа»    | Військово-морські сили Великої Британії | ескадрений міноносець типу «B»             | 2-10 березня                       |
| «Камеллія»    | Військово-морські сили Великої Британії | корвет типу «Флавер»                       | 2-10 березня                       |
| «Чейсер»      | Військово-морські сили Великої Британії | ескортний авіаносець типу «Боуг»           | 2-8 березня                        |
| «Глінер»      | Військово-морські сили Великої Британії | тральщик типу «Гальсіон»                   | 2-10 березня                       |
| «Гидра»       | Військово-морські сили Великої Британії | тральщик типу «Алджерін»                   | 8-10 березня                       |
| «Кеппель»     | Військово-морські сили Великої Британії | лідер ескадрених міноносців типу «Шекспір» | 2-10 березня                       |
| «Лотус»       | Військово-морські сили Великої Британії | корвет типу «Флавер»                       | 2-10 березня                       |
| «Лоялті»      | Військово-морські сили Великої Британії | тральщик типу «Алджерін»                   | 8-10 березня                       |
| «Матчлес»     | Військово-морські сили Великої Британії | ескадрений міноносець типу «M»             | 2-8 березня                        |
| «Метеор»      | Військово-морські сили Великої Британії | ескадрений міноносець типу «M»             | 2-7 березня                        |
| «Мілн»        | Військово-морські сили Великої Британії | лідер ескадрених міноносців типу «M»       | 2-8 березня                        |
| «Обдурате»    | Військово-морські сили Великої Британії | ескадрений міноносець типу «O»             | 2-7 березня                        |
| «Обідіент»    | Військово-морські сили Великої Британії | ескадрений міноносець типу «O»             | 2-7 березня                        |
| «Оффа»        | Військово-морські сили Великої Британії | ескадрений міноносець типу «O»             | 2-8 березня                        |
| «Онслот»      | Військово-морські сили Великої Британії | ескадрений міноносець типу «O»             | 2-8 березня                        |
| «Онікс»       | Військово-морські сили Великої Британії | тральщик типу «Алджерін»                   | 8-10 березня                       |
| «Орестес»     | Військово-морські сили Великої Британії | тральщик типу «Алджерін»                   | 8-10 березня                       |
| «Орібі»       | Військово-морські сили Великої Британії | ескадрений міноносець типу «O»             | 2-8 березня                        |
| «Реді»        | Військово-морські сили Великої Британії | тральщик типу «Алджерін»                   | 8-10 березня                       |
| «Рододендрон» | Військово-морські сили Великої Британії | корвет типу «Флавер»                       | 2-10 березня                       |
| «Савідж»      | Військово-морські сили Великої Британії | ескадрений міноносець типу «S»             | 2-8 березня                        |
| «Сігал»       | Військово-морські сили Великої Британії | тральщик типу «Гальсіон»                   | 2-9 березня                        |
| «Серапіс»     | Військово-морські сили Великої Британії | ескадрений міноносець типу «S»             | 2-8 березня                        |
| «Свіфт»       | Військово-морські сили Великої Британії | ескадрений міноносець типу «S»             | 2-7 березня                        |
| «Верулам»     | Військово-морські сили Великої Британії | ескадрений міноносець типу «V»             | 2-7 березня                        |
| «Віджілент»   | Військово-морські сили Великої Британії | ескадрений міноносець типу «V»             | 2-8 березня                        |
| «Волкер»      | Військово-морські сили Великої Британії | ескадрений міноносець «Адміралті» типу «W» | 2-10 березня                       |